# 雲林Mizuno排球隊
雲林Mizuno為企業排球聯賽參賽隊伍之一。於2004年，球隊成立，球員以臺灣師範大學排球隊為班底。

## 球隊介紹
2004年，球隊成立，從企業元年開始參與企業排球聯賽。雲林縣為排球運動盛行之地，麥寮高中、大成商工皆為高中排球聯賽之勁旅。曾效力於Mizuno隊的李明穎、翁煜家、周建宏，鄭旭辰、黃正良、黃澄浩及陳錫寬等球員，也都出身於雲林縣。企業十五年，雲林縣冠名贊助Mizuno隊，雲林Mizuno隊正式成軍。
企業十七年，隊伍陣容有巨大的變動：主攻手黃正良、快攻手曾祥銘分別轉至屏東台電男排以及桃園臺產隼鷹，再加上快攻手陳建廷畢業、伍政廷休學卸下球員身份，原舉球員吳致廷因傷手術後也轉為隊伍的教練。因此球隊也加入許多新血，備戰企業十七年及大專排球聯賽。

## 現役名單
企業19年名單：
- 領隊：福知 真
- 執行教練：呂紹平
- 教練：吳致廷
- 管理：黃怡雄
- 球員：

## 歷年戰績

### 例行賽
| 賽季       | 最終排名 |
| ---------- | -------- |
| 企業二年   | 第二名   |
| 企業六年   | 第二名   |
| 企業七年   | 第二名   |
| 企業八年   | 第二名   |
| 企業九年   | 第三名   |
| 企業十年   | 第二名   |
| 企業十一年 | 第四名   |
| 企業十二年 | 第二名   |
| 企業十三年 | 第二名   |
| 企業十四年 | 第三名   |
| 企業十五年 | 第二名   |
| 企業十六年 | 第三名   |
| 企業十七年 | 第五名   |
| 企業十八年 | 第五名   |
| 企業十九年 | 第三名   |

### 挑戰賽
| 賽季       | 最終排名 |
| ---------- | -------- |
| 企業七年   | 第一名   |
| 企業八年   | 第一名   |
| 企業十九年 | 第三名   |

## 外部連結
- 企業排球聯賽官方網站介紹 （页面存档备份，存于）
- 雲林Mizuno排球隊的Facebook專頁
- 雲林Mizuno排球隊的Instagram帳戶